# Ахтямов, Рамиль Масхутович
Рами́ль Масху́тович Ахтя́мов (Ахматянов) (14 сентября 1937, Бураево, Башкирская АССР — 30 июня 2007, Уфа) — советский и российский спортсмен и тренер по конькобежному спорту.
Ведёт тренерскую деятельность начиная с 1965 года. Работал тренером в конькобежных секциях спортивных обществ «Труд», «Буревестник», «Урожай», тренер-преподаватель Уфимского нефтяного института, старший тренер свердловской Школы высшего спортивного мастерства, тренер сборной команды Свердловской области по конькобежному спорту, ветеран труда; Заслуженный тренер РСФСР (1987), мастер спорта СССР (1962) по конькобежному спорту.

## Биография
Рамиль Ахтямов родился 14 сентября 1937 года в селе Бураево Башкирской АССР. Впервые встал на коньки в возрасте шести лет ещё во время Великой Отечественной войны в городе Черниковске, куда его родители переехали по работе. Отучившись семь лет в местной школе, поступил в Уфимский авиационный техникум, где обучался по специальности технолога холодной обработки металлов резанием. В техникуме играл в футбол и хоккей с мячом, серьёзно заниматься конькобежным спортом начал в 1954 году в секции под руководством тренера Виктора Григорьевича Тютюшкина. После победы на первенстве техникума получил приглашение поступить в детскую спортивную школу «Нефтяник», стал подопечным тренера Александра Андреевича Кондояниди. В 1958 году окончил Уфимский авиационный институт.
Первого серьёзного успеха в конькобежном спорте добился в 1959 году, попав в число призёров на матчевой встрече автономных республик РСФСР. После окончания техникума трудоустроился конструктором на Уфимском авиационном заводе, однако проработал здесь не долго — вскоре был призван в ряды Вооружённых сил СССР, проходил срочную службу в Новосибирске, при этом продолжал тренироваться и выступать на соревнованиях, в частности становился чемпионом и призёром Сибири в разных конькобежных дисциплинах. В конце 1962 года демобилизовался и вернулся работать на завод. Сезон 1963 года практически полностью пропустил из-за травмы ахиллова сухожилия, но затем продолжил карьеру спортсмена. Так, в 1964 году он одержал победу на чемпионате БАССР и затем в течение пяти лет удерживал титул лучшего конькобежца республики, установил несколько рекордов республиканского значения.
Ещё будучи спортсменом, учился на заочном отделении Государственного института физической культуры имени П. Ф. Лесгафта. В 1965 году занялся тренерской деятельностью, первое время работал в спортивном клубе «Гастелло», затем перешёл в детско-юношескую спортивную школу добровольного спортивного общества «Труд». В 1978 году присоединился к добровольному спортивному обществу «Буревестник» и начал тренировать студентов Уфимского нефтяного института. В 1979 году их институтская команда выиграла командный зачёт Всесоюзной Универсиады, а его воспитанники Сергей Никишин и Надежда Алексеева одержали победу на первенстве СССР среди юниоров.
С 1985 года Рамиль Ахтямов постоянно проживал в Свердловске, вступил в свердловский областной совет добровольного спортивного общества «Урожай», в следующем году занял должность старшего тренера в свердловской Школе высшего спортивного мастерства. За долгие годы тренерской деятельности подготовил здесь многих талантливых спортсменов, в частности под его руководством тренировались участник двух зимних Олимпийских игр Андрей Ануфриенко, чемпион Европы и мира Эльдар Гараев, чемпион СССР в конькобежном марафоне Сергей Сайфутдинов, чемпион России на дистанции 5000 метров Александр Баранов, призёр всероссийских первенств, чемпион первенства ВДФСО профсоюзов в зачёте спринтерского многоборья Радик Шайяхметов, двукратная чемпионка России Надежда Алексеева. В общей сложности подготовил 25 мастеров спорта и 4 мастера спорта международного класса. В 1987 году удостоен почётного звания «Заслуженный тренер РСФСР».
В середины 1990-х годов работал учителем физкультуры в общеобразовательных школах № 50 и № 187 в Свердловске. Возглавлял сборную команду Свердловской области по конькобежному спорту. Ветеран труда.
Умер 30 июня 2007 года в Уфе.
В Башкортостане проводится Кубок Уфы по конькобежному спорту памяти заслуженного тренера страны Рамиля Ахматянова.